# Neuguinea-Kleinzahnratten
Die Neuguinea-Kleinzahnratten (Macruromys) sind eine Nagetiergattung aus der Gruppe der Altweltmäuse (Murinae). Die Gattung umfasst zwei Arten.
Der wissenschaftliche Name ist aus den griechischen Worten makros (groß), oura (Schwanz) und mys (Maus) zusammengesetzt.
Diese Nagetiere erreichen eine Kopfrumpflänge von 15 bis 25 Zentimetern, wozu noch ein 20 bis 34 Zentimeter langer Schwanz kommt. Ihr Fell ist an der Oberseite gelbgrau bis graubraun gefärbt, die Unterseite ist weißlich bis hellgrau. Charakteristisch sind der lange Schwanz und die kleinen und sehr einfach gebauten Molaren.
Die Tiere leben auf Neuguinea, ihr Lebensraum sind gebirgige Wälder bis in 1800 Meter Seehöhe. Sie leben am Boden und ernähren sich vermutlich von weichen Pflanzenteilen. Ansonsten ist über ihre Lebensweise kaum etwas bekannt.
Es gibt zwei Arten:
- Macruromys elegans ist die kleinere der beiden Arten und nur von einem einzigen Gebiet im westlichen Neuguinea bekannt. Ihr Gefährdungsgrad ist unklar.
- Macruromys major ist größer. Sie lebt im mittleren und östlichen Neuguinea und ist laut Angaben der IUCN nicht gefährdet.

Systematisch ist die Gattung Teil der Pogonomys-Gruppe, einer vorwiegend auf Neuguinea beheimateten Radiation der Altweltmäuse.